# Guatteria flexilis
Guatteria flexilis är en kirimojaväxtart som beskrevs av Robert Elias Fries. Guatteria flexilis ingår i släktet Guatteria och familjen kirimojaväxter. Inga underarter finns listade i Catalogue of Life.